# بهار جوانی
بهار جوانی (انگلیسی: Spring of Youth؛‏ کره‌ای: 사계의 봄) یک مجموعه تلویزیونی محصول کره جنوبی به نویسندگی کیم مین چول، به کارگردانی کیم سونگ یونگ و با بازی ها یون جو، پارک جی هو و لی سونگ هیوب است. این مجموعه از ۶ مه ۲۰۲۵ از اس‌بی‌اس پخش شد.

## بازیگران

### اصلی
- ها یو جون در نقش سا گِه[۱]
- پارک جی هو در نقش کیم بوم[۱]
- لی سونگ هیوب در نقش سو ته یانگ[۱]

### مکمل
- جو هان چول در نقش جو سانگ هون[۲]
- سو هه وون در نقش به گیو ری[۳]

## تولید

### توسعه
کارگردان کیم سونگ یونگ که قبلاً کارگردانی عزیزترینم (۲۰۲۳) را انجام داده است، کارگردانی این مجموعه را بر عهده دارد و نویسندگی آن را کیم مین چول انجام می‌دهد. این مجموعه توسط استودیو اس، اف‌ان‌سی و مانستر یونین تولید شده است.

### انتخاب بازیگران
گزارش شد که حضور لی سونگ هیوب در این مجموعه تأیید شده و فیلم‌برداری از ۴ نوامبر ۲۰۲۴ آغاز شده است. در ۶ دسامبر، اعلام شد پارک جی هو به عنوان نقش اول زن در این مجموعه ایفای نقش می‌کند. در ۱۲ دسامبر، حضور جو هان چول در این مجموعه تأیید شد. روز بعد، حضور سو هه وون تأیید شد. در ۲۳ دسامبر، گروه بازیگران اصلی این مجموعه شامل ها یون جو، پارک جی هو و لی سونگ هیوب تأیید شد.

## انتشار
بهار جوانی از ۶ مه ۲۰۲۵ از اس‌بی‌اس پخش شد.